# آلا-پالو
آلا-پالو (به لاتین: Ala-Palo) یک منطقهٔ مسکونی پیشین در استونی است که در دهستان هانیا واقع شده‌است.